# 中山清太郎
中山 清太郎（なかやま せいたろう、2005年1月22日 - ）は、日本のアイドルであり、6人組男性アイドルグループ「世が世なら!!!」のメンバーである。
高知県出身、滋賀県育ち。つばさ男子プロダクション所属。

## 来歴
2021年、既存メンバーである橋爪優真からのスカウトを受け、つばさレコーズ発の芸能プロダクション・つばさ男子プロダクションが結成した男性アイドルグループ「世が世なら!!!」の6人目のメンバーとして同年12月25日に加入。
2023年、ミュージカル『テニスの王子様』4thシーズン 青学vs立海 柳生比呂士 役で俳優デビュー 。

## 人物
- 特技：ヒューマンビートボックス [5]
- 趣味：絵を描くこと、ファッション[5]

『清太郎』は本名であり、「世界一の太郎」という意味を込めて名付けられた。

## 出演

### 舞台
- ミュージカル・テニスの王子様4thシーズン（2023年 - ） - 柳生比呂士 役[4]
  - 青学vs立海（2024年1月13日 - 21日、TACHIKAWA STAGE GARDEN / 1月26日 - 2月3日、オリックス劇場 / 2月9日 - 11日、土岐市文化プラザ サンホール / 2月23日 - 3月2日、日本青年館ホール）
  - Dream Live 2024 ～Memorial Match～（2024年5月25日 - 26日、神戸ワールド記念ホール / 5月31日 - 6月2日、有明アリーナ）[7]
  - 青学vs比嘉（2025年1月11日 - 19日、日本青年館ホール / 1月25日 - 2月2日、梅田芸術劇場 メインホール / 2月8日 - 15日、TACHIKAWA STAGE GARDEN）[8]
- 「マッシュル-MASHLE-」THE STAGE 2.5（2024年8月2日 - 12日、天王洲 銀河劇場 / 8月17日 - 19日、AiiA 2.5 Theater Kobe）- ランス・クラウン 役 [9]
  - ネルケプランニング30th ANNIVERSARY『ネルフェス2024』後夜祭！（2025年1月20日、TOKYO DOME CITY HALL）- ランス・クラウン 役 [10]
- ミュージカルレビュー『TARKIE〜伝説の女たち〜』（2025年3月24日 - 30日、有楽町よみうりホール） - 堀田克哉 役（日替わりゲスト）[11]
- ミュージカル『フラガリアメモリーズ』〜純真の結い目〜（2025年5月23日 - 6月1日、シアターH / 6月6日 - 8日、AiiA 2.5 Theater Kobe） - チャコ 役（映像出演）[12]

### テレビ
- 岡山放送「ミルンへカモン! なんしょん?」[13]（2023年10月10日／『#つば男ラーメン部』コーナー出演）
- テレビ朝日「全力坂」[14]（2024年10月17日・10月31日放送分）

### モデル
- MTRL®[15]（2022年-）
- edgelink.tokyo／『CRUZBOX（クルーズボックス）』[16]（2025年）